# Pneumatico a fascia bianca

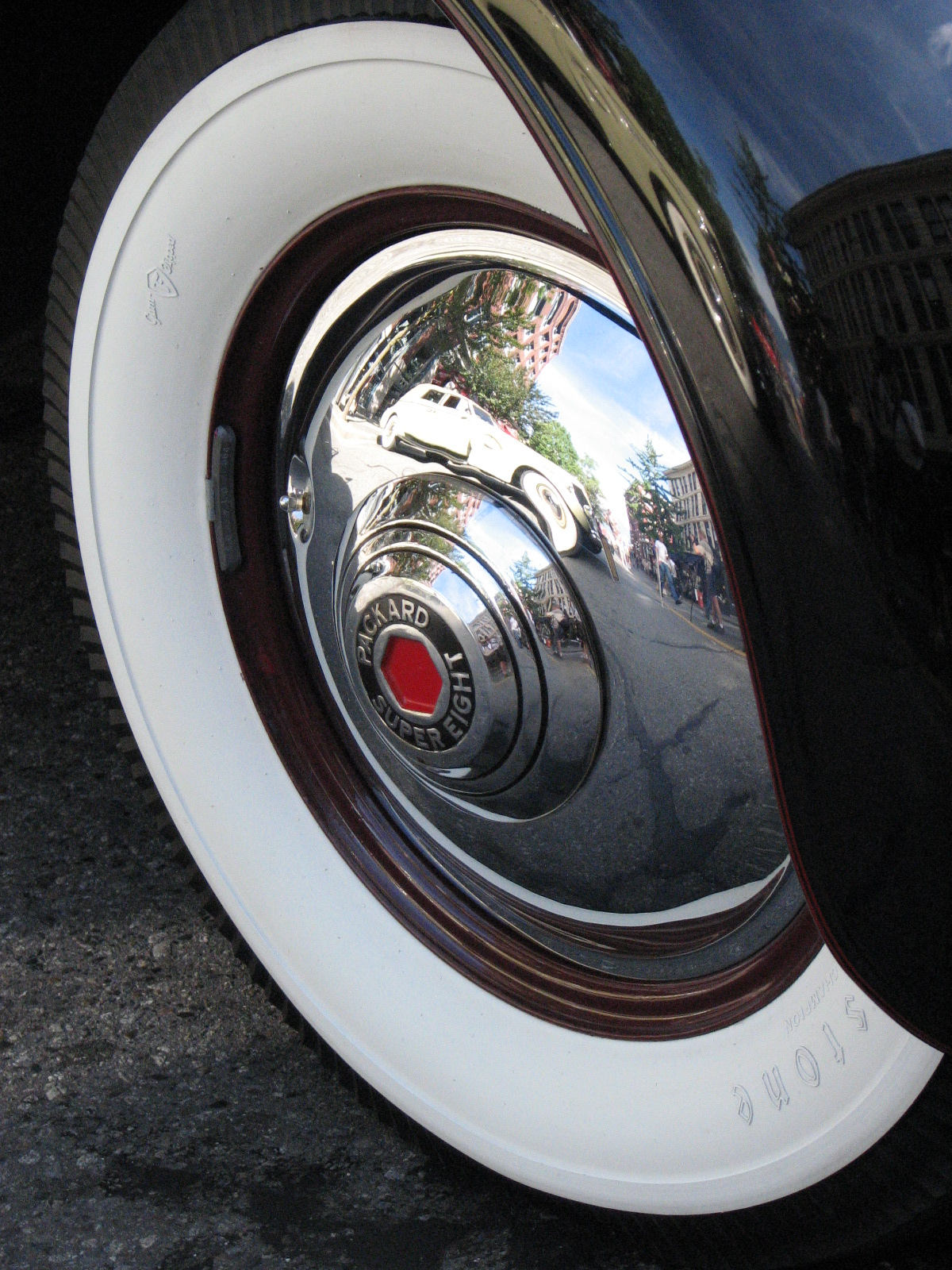
Uno pneumatico a fascia bianca

Con l'espressione pneumatico a fascia bianca (in inglese Whitewall tire o White sidewall), sono indicati quegli pneumatici che hanno una fascia laterale o l'intero fianco di colore bianco.

## Storia
L'uso di pneumatici in gomma a fascia bianca fu introdotto nel 1914 da una compagnia di Chicago chiamata Vogue Tyre and Rubber Co che li produceva per i propri veicoli trainati da cavalli.
I primi pneumatici per auto erano realizzati interamente in gomma naturale bianca. Questo materiale però non offriva una buona trazione e una buona resistenza e pertanto venne aggiunto del carbone di colore nero alla gomma utilizzata per produrli. Il carbone veniva utilizzato solo per il battistrada lasciando il fianco esterno ed interno in bianco. In seguito divennero disponibili pneumatici interamente in nero e quindi la parte in bianco veniva coperta con un sottile strato di gomma di colore nero. Se però gli pneumatici venivano danneggiati sui fianchi la fascia bianca diveniva nuovamente visibile in un modo simile a quello che permetteva di produrre le lettere in rilievo degli pneumatici.

## Utilizzo

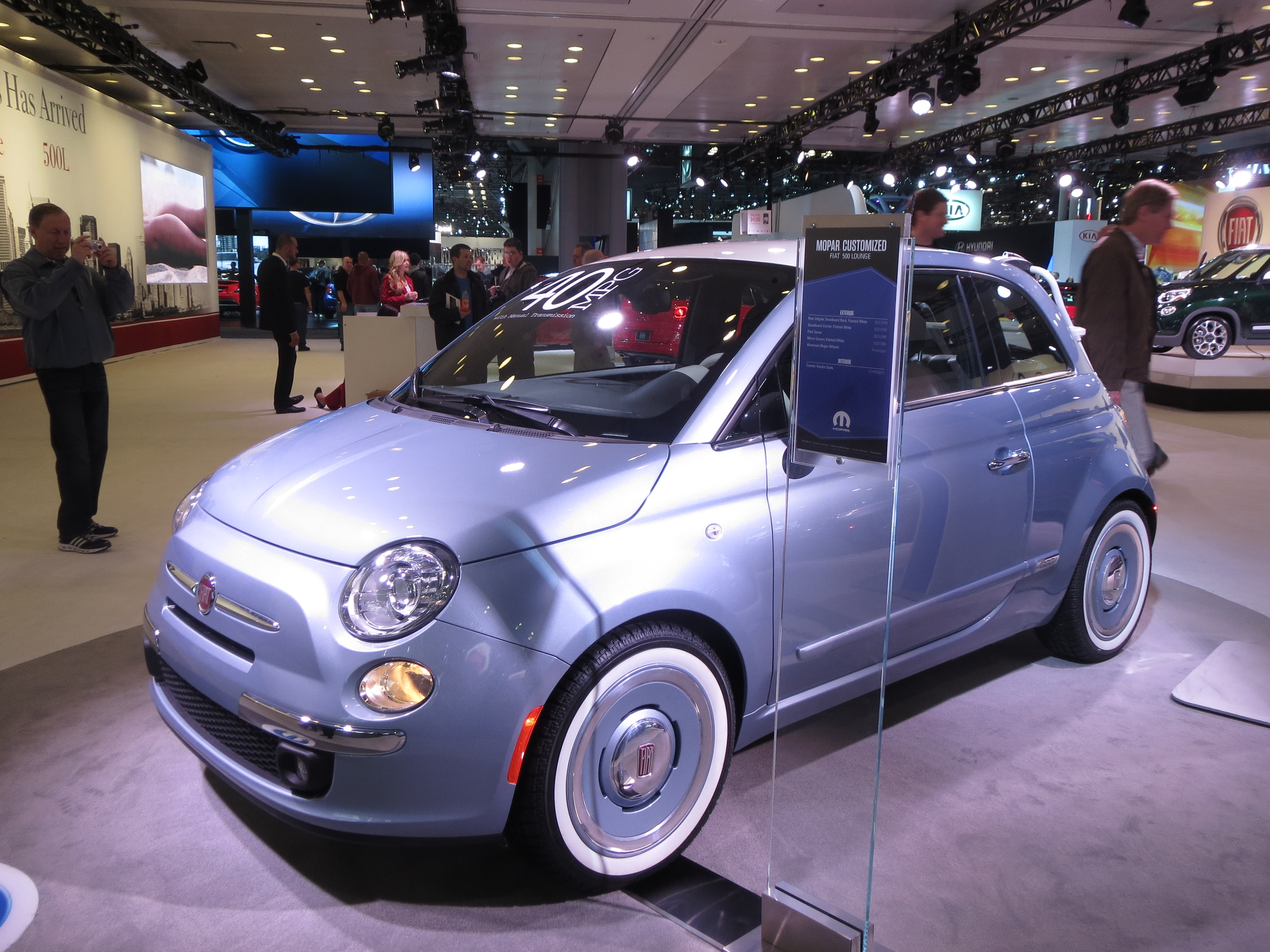
Una Fiat 500 con pneumatici rievocativi a fascia bianca

Inizialmente le gomme con la fascia bianca erano considerate meno importanti di quelle tutte nere in quanto queste ultime mantenevano, per il loro colore, un aspetto più pulito e come divennero disponibili le gomme nere venivano montate su molte delle vetture di lusso prodotte negli anni trenta. Durante la fine degli anni venti le gomme con la fascia bianca, più sgargianti, iniziarono ad essere considerate più attraenti e, se ben manutenute, in grado di dare un colpo di luce anche se ancora troppo vistose per i gusti dell'epoca. La popolarità delle gomme con la fascia bianca aumentò durante gli anni trenta con l'aumentare dei parafanghi affusolati e chiusi che rendevano obsolete le gomme con i due fianchi bianchi. Le gomme con una singola fascia bianca restarono un optional molto desiderato fino a tutti gli anni '70 divenendo una caratteristica che permetteva di identificare una vettura di lusso tradizionale.
Ad iniziare dai primi anni cinquanta le gomme con la fascia bianca iniziarono a diffondersi come metodo per rendere meno evidente esteticamente il peso dell'insieme cerchio/pneumatico in un decennio nel quale la leggerezza non era una caratteristica richiesta ad una vettura. Infine nel 1957 vennero prodotte le Cadillac Eldorado Brougham, vetture super esclusive, dotate di pneumatici con una fascia bianca della larghezza di un pollice su un fianco dello pneumatico e con una zona in nero tra la fascia bianca e il cerchione. Con i model year del 1962 negli Stati Uniti le gomme con la fascia bianca iniziarono a perdere consensi. Continuarono ad essere offerte come optional sulla Lincoln Continental che di solito aveva pneumatici con una fascia dello spessore di 4,5 cm. Durante gli anni sessanta iniziarono a ricomparire una serie di gomme con la fascia non solo di colore bianco ma bianco/rosso che venivano offerte come optional sulla Ford Thunderbird e su altre vetture di fascia alta della Ford e in versione a tre fasce sulla Cadillac, sulle Lincoln e sulle Imperial. Durante gli anni settanta le auto lussuose che venivano prodotte a Detroit con il loro stile ostentato fecero sì che venissero realizzati degli pneumatici che avevano una fascia bianca larga circa 4 cm e la fascia bianca larga come il fianco dello pneumatico fece il suo ritorno con l'emergere dello stile Pimpmobile.
Sebbene oggi non esistano più sulle automobili degli pneumatici con grandi fasce bianche queste gomme sono ancora prodotte, sia come radiali che a tele incrociate, da costruttori di componenti speciali o per il restauro quali la Diamond Back Classics, la Coker Tire, la Lucas Classic Tires e la Vogue Tyre Company. Diverse ditte realizzano grandi inserti bianchi come gli inserti Portawall che di solito sono venduti a coloro che intendono restaurare un Maggiolino I Portawalls possono essere utilizzati sugli pneumatici radiali ma è consigliabile usare le camere d'aria per rendere più rigido il fianco di questo tipo di pneumatici.

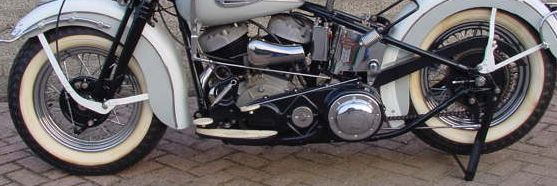
Una Harley-Davidson con gomme Whitewall

La tendenza moderna verso uno stile più minimalista e gli pneumatici montati su cerchi di grande diametro ma dal profilo ribassato non lasciano più spazio per le fasce bianche.
L'unica vettura recente offerta direttamente dal costruttore con gli pneumatici con una stretta fascia bianca è la Lincoln Town Car.